# Rivula sordida
Rivula sordida là một loài bướm đêm trong họ Erebidae.